# SMILE for ME
「SMILE for ME」（スマイル・フォー・ミー）は、織田哲郎の通算10枚目のシングル。1990年11月21日に  PLATZから発売された。

## 解説
「SMILE for ME」は、テレビ朝日系『どーする!? TVタックル』エンディングテーマに起用された。オリジナルアルバム未収録で、2002年に発売された『complete of 織田哲郎 at the BEING studio』に初収録された。
カップリング「Workin' for Money」は織田自身が所属したバンド「WHY」のセルフカバー。

## 収録曲
全作詞・作曲・編曲：織田哲郎
1. SMILE for ME
2. Workin' for Money

## 参加ミュージシャン
- 勝田かず樹 - サックス